# Vito Zaccaria
Vito Zaccaria (Lacco Ameno, 17 gennaio 1987) è un artista marziale italiano.

## Biografia
Inizia a praticare l'arte marziale del ju jitsu sotto la guida del maestro Silvano Gianpietro Rovigatti imparando i fondamentali dello stile GOJU Italia dall'età di sei anni.
Si avvicina alla pratica agonistica nella specialità fighting system per poi intraprendere la strada del duo system e vestire la maglia azzurra per la prima volta nel 2001 ai campionati europei di Genova.
Attualmente è titolare della nazionale azzurra nella specialità duo system maschile in coppia con Michele Vallieri.
La sua prima medaglia a livello europeo la conquista alla Coppa Europa di Anversa nel maggio del 2008 vincendo il bronzo, prestazione che conferma in novembre ai Campionati del Mondo di Malmö. L'anno successivo sale nuovamente sul terzo gradino del podio europeo vincendo, sempre nel duo maschile il bronzo ai Campionati Europei 2009 a Podgorica. La medaglia conquistata ai campionati del mondo 2008 lo qualifica, in coppia con Michele Vallieri, ai World Games 2009 in Taiwan, in cui si piazzeranno al 5º posto.
Grazie ai punto ottenuti nel biennio 2008/2009 la coppia Vito Zaccaria e Michele Vallieri partecipano agli SportAccord Combat Games 2010 di Pechino(Cina) e vincono la medaglia d'oro nella categoria duo system men. Ai Campionati Europei del 2011 di Slovenia Zaccaria conquista la medaglia d'oro nel duo system maschile; Zaccaria nello stesso anno bissa la medaglia d'oro anche alla rassegna iridata di Cali in Colombia dove conquista la medaglia di bronzo mondiale.
Tra i riconoscimenti e gli attestati di stima ricevuti da Autorità istituzionali per i successi conseguiti figurano quelli rivolti da:
Sindaco di Cento;
Sindaco di Forlì;
Presidente della Provincia Forlì-Cesena;
Presidente della Regione Emilia-Romagna;
Presidente della Repubblica italiana;
Attualmente è detentore del Guinness World Record per il maggior numero di atterramenti della stessa persona in un minuto - ottenuto sul set de Lo show dei record nel 2009 riportato poi nel libro ufficiale del Guinness nel 2011.